# Абтсдорф
Абтсдорф (нем. Abtsdorf) — община в Германии, в земле Саксония-Анхальт.
Входит в состав района Виттенберг. Подчиняется управлению Эльбауэ-Флеминг.  Население составляет 1392 человека (на 31 декабря 2006 года). Занимает площадь 9,70 км².